# Pilot Mound (Manitoba)
Pilot Mound é uma cidade de Manitoba no Canadá. Sua população é de 700 habitantes. Está localizado a cerca de 60 km de Morden.